# Le Sauvenière
Pour les articles homonymes, voir Sauvenière (homonymie).
Le Sauvenière est un complexe cinématographique appartenant à l'ASBL les Grignoux et situé place Xavier Neujean dans le centre de Liège, en Belgique. 

## Infrastructure
Conçu et réalisé par les architectes Shin Bogdan Hagiwara, Thierry Decuypere et  Jorn Aram Bihain (groupe V+), et ouvert le 9 mai 2008, le complexe dispose de quatre salles de cinéma avec une capacité totale de 798 places ainsi que d'une cour intérieure et une brasserie d'une capacité de 400 personnes où sont organisés de nombreux concerts, conférences. Il fait partie du réseau Europa Cinemas.

## Programmation
Outre des productions « grand public », parfois projetées en 3D, la programmation réserve une place au cinéma d'auteur et au cinéma indépendant.